# Преградни зид
„Преградни зид”  је српски кратки филм из 2011. године. Режирао га је Милош Миловановић који је са Зорком Обренић написао и сценарио.

## Улоге
| Глумац             | Улога |
| ------------------ | ----- |
| Богдан Чуркуз      |       |
| Гордана Костић     |       |
| Соња Костовић      |       |
| Бојан Кривокапић   |       |
| Љиљана Лилић       |       |
| Ђорђе Марковић     |       |
| Бора Ненић         |       |
| Александра Николић |       |
| Бранка Пујић       |       |
| Арон Секељ         |       |
| Оливера Викторовић |       |